# Atiu
Atiu, también conocida como Enuamanu (Tierra de pájaros), es una isla que se encuentra a 187 km de distancia de Rarotonga, en el grupo meridional de las islas Cook.

## Geografía
Atiu es una isla volcánica rodeada por un arrecife de coral que posee paredes de coral fosilizado de hasta 6 metros de altura. Las paredes, de medio kilómetro de ancho, bordean la isla formando una plataforma virtual. Es un tipo de isla denominado makatea a partir de la isla Makatea de las Tuamotu. En el interior del anillo, la erosión ha creado una zona de tierra cultivable (café y vainilla), cuya altura crece hasta el centro de la isla donde se encuentra una colina de 71 metros de altura. Esta misma erosión ha provocado que la costa esté llena de cuevas y túneles, donde anidan diversas especies de aves.
La superficie total es de 27 km²;. La temperatura es suave con una media que oscila entre los 24 º y 26 °C.

## Asentamientos humanos
Al contrario de la mayoría de islas de la Polinesia, la población vive en el centro de la isla en cinco aldeas muy cercanas: Areora, Ngatiarua, Teenui, Mapumai y Tengatangi. En marzo de 2003, la población ascendía a 571 habitantes. 
Fue poblada por migraciones polinesias desde las islas de la Sociedad en el siglo V. Los habitantes de Atiu eran los guerreros más temidos de las islas Cook, y su historia incluye diversos ataques sanguinarios a las islas vecinas. El primer europeo que llegó fue el inglés James Cook en 1777. El segundo fue el evangelista protestante John Williams, que dejó dos misioneros de Tahaa.
- Datos: Q755982
- Multimedia: Atiu / Q755982